# Оправдание добра
Оправдание добра. Нравственная философия — философско-этическое произведение Владимира Сергеевича Соловьёва (1853 - 1900), написанное им в 1897 году. «Оправдание добра»  должно было, по замыслу автора, стать первой частью «положительной» философии «всеединства», представляя собой этическую её ступень. Соловьёв планировал написать ещё две части — гносеологическую, о теоретическом познании, и эстетическую, о художественном творчестве, однако успел завершить лишь первую часть этой системы, начать вторую и бегло и предварительно, в ряде статей, наметить третью. По мнению автора, "в нравственной философии мы изучаем наше внутреннее отношение к нашим же собственным действиям (и то, что логически с этим связано), т.е. нечто бесспорно доступное нашему познанию, так как мы сами же это производим". Отсюда происходит, между прочим, коренная независимость этики от «теоретической» философии в обоих её главных разделах: от критического, который выражается в учении о познании (так наз. гносеология), и догматического, или метафизики.
Основным предметом книги является понятие добра в непосредственной взаимосвязи с нравственным смыслом жизни. Соловьёв считает его безусловным, самоочевидным и несомненно доступным познанию началом. Безусловность добра означает, что само по себе оно ничем не обусловлено, но оно всё собою обусловливает и через всё осуществляется. Отсюда чистота добра, его полнота и сила. Полноту добра (его «всеединство») Соловьёв обосновывает, полемизируя с Кантом. В трёх частях своей книги он рассматривает три «ступени» проявления добра:
1. добро в человеческой природе;
2. «добро от Бога» — безусловное, божественное начало;
3. добро в человеческой истории.

## Добро в человеческой природе
Корень нравственности Соловьёв усматривает в чувстве стыда. На этой основе формируется совесть («первичная основа совести есть чувство стыда»). Другими «основами нравственной жизни» Соловьёв называет жалость и благоговение. Однако именно стыд отличает человека от животных. Стыдясь естественных потребностей человек демонстрирует, что он не есть только природное существо. Стыд обнаруживает различие добра и зла. При этом злом оказывается не сама природа, но подчинённость духа природе. Исторически нравственность воспитывается в рамках религии и первым её инструментом становится аскетизм. Главным врагом нравственности является плоть (природа, которая стремится поработить дух), а главной ареной этого противостояния оказываются «два главнейших отправления нашего организма»: питание и размножение (точнее «генитальный акт»). Некоторые аскеты пытаются распространить эту борьбу также на дыхание и сон. Однако аскетизм безнравственен, если служит не добру, а гордости или тщеславию. Разбирая понятие жалости, Соловьёв находит его источник в «органической связи всех существ» и альтруизме. Разрыв этой связи приводит к отчуждению и эгоизму. Благодаря жалости мы обнаруживаем правду и справедливость. При этом жалость выявляет «отрицательное неравенство» (тот кого я жалею находится в худшем положении, чем я). «Положительным неравенством» в этом случае можно назвать благоговение — религиозное чувство в человеке, которое исходит из благодарности и констатации превосходства высшего существа (будь то родитель, фетиш или бог). Отсюда первобытной формой религии Соловьёв считает «культ умерших». Религия и нравственность мыслятся в единстве, поскольку добро предполагает веру в его объективность.
На основах нравственной жизни произрастают добродетели, которые суть «одобряемые качества». Добродетели могут быть первичными (вера, надежда и любовь) и вторичными (великодушие, бескорыстие, терпимость, правдивость и пр.). Разбирая категорию добра («идеальную норму воли») Соловьёв приходит к парадоксальному выводу, что оно не всегда совпадает в нашей жизни с благом («предметом действительного желания», удовольствием или благополучием), ибо не все стремятся к добру. Таким образом, автор Оправдания добра отвергает ложный эвдемонизм. Однако в пределе, добро является инструментом блага, ибо «безусловное существо добра заключает в себе и полноту блага». Вслед за Кантом Соловьёв предполагает, что нравственность предполагает Бога как свою гарантию.

## Добро от Бога
Вся история человечества есть путь из царства природы в царство духа: «Исторический процесс есть долгий и трудный переход от зверочеловечества к богочеловечеству» (2,8,VI). Исторический процесс, в свою очередь, является составной частью «восходящего процесса всемирного совершенствования», разделённого на пять царств: минеральное, растительное, животное, человеческое и Царство Божие (2,9,I). Соловьёв не отрицает космической эволюции, причём каждый новый этап её он именует «творением». Камни косны, но растения уже стремятся к свету, животные стремятся к сытости, люди ищут лучшей жизни.
Соловьёв признаёт существование сознания у животных, что выражается в языке, мимике и целесообразности. У человека существует разум, как «способность постигать всеединую и всеединящую истину». Богочеловечество начинается с Иисуса Христа («странствующего раввина»), который воплощает в себе нравственный идеал, совершенство. Царство Божье, равно как и богочеловечество, мыслятся у Соловьёва выражением нравственного идеала, «действительным нравственным порядком».

## Добро через историю человечества
Поскольку нравственный и общественный идеал совпадают, то в книге описывается история общества (как «организованной нравственности»), которая проходит в три этапа:
- Родовая жизнь прошла путь от охотничьего до земледельческого быта. Нравственный смысл этой стадии заключается в благоговении перед предками, солидарности и культивировании стыда. Для пояснения родовой жизни Соловьёв ссылается на Моргана и пример с ирокезами, где род является кровнородственной экзогамной социальной единицей («первоначальная общественная клеточка»). Группа родов образует племя, а группа племён — союз племён (зародыш нации).
- Национально-государственный строй. Соловьёв полагает, что государства появляются в результате войн и договоров. Именно в государстве возникает семья как «форма жизни частной, приватной». В основе государства стояли «носители сверхродового сознания», объединённые в «вольные дружины». Первыми государственными формами были полития и деспотия, из которой вырастают «всемирные монархии» (Ассиро-Вавилонское царство, империя Ахеменидов, монархия Александра Македонского, Римская империя). Нравственный характер государства заключается в чувствах патриотизма и гражданской доблести. На смену кровной мести приходит право («Задача права вовсе не в том, чтобы лежащий во зле мир обратился в Царство Божие, а только в том, чтобы он — до времени не превратился в ад» — 3,17,VII). Тем не менее, право и нравственность не смешиваются, ибо коренное отличие права заключается в принуждении, тогда как нравственность является добровольной. Рассуждая о войнах Соловьёв вслед за Гегелем признаёт их относительным злом, поскольку благодаря им рождается право и договоры, появляются государства и распространяются идеи. В будущем он предвидит и мировую войну между белой и жёлтой расами («которой главный представитель, китайский народ»):

Эта предстоящая вооруженная борьба между Европою и монгольскою Азией будет, конечно, последнею, но тем более ужасною, действительно всемирною войною, и не безразлично для судеб человечества, какая сторона останется в ней победительницею. (3,18,IV)
- Всемирное общение появляется в рамках религий, когда человек освобождается от родовых и национальных ограничений. Первой всемирной религией Соловьёв называет буддизм, однако значительно большие надежды он возлагает на христианство, где «нет ни эллина, ни иудея». Соловьёв отвергает крайности как национализма (который он называет «ложным патриотизмом» или «народным эгоизмом» — 3,14,V), так и космополитизма («было бы, однако, явною ошибкой связывать с христианством принцип космополитизма»). Таким компромиссом является истинный патриотизм, приобретающий всечеловеческий характер. Соловьёв приводит в пример средневековую католическую Европу, где европейские нации не стирались, а утверждались с принятием христианства. К существенным чертам народа он относит: единство происхождения, единство языка и общность истории. Говоря о России, Соловьёв упоминает «скандинавское происхождение» государства, крещение Руси и петровские реформы.

Размышляя об общественном прогрессе, Соловьёв замечает, что как в области наказания произошёл отказ от кровной мести, так же должен произойти отказ от «устрашающего возмездия» (частным случаем которого является смертная казнь), ибо право необходимо должно следовать за нравственностью, а нравственность запрещает использовать человека как средство. С позиции нравственности Соловьёв также критикует современное общество, которое он называет плутократией, но также критикует он и альтернативу в виде сен-симоновского социализма, ибо оба подхода исходят из принципа, что «хлебом единым будет жив человек». Отвергая завистливые выпады социалистов против богатых и идеи отрицания собственности, он тем не менее полагает необходимым ограничения таких крайностей плутократии, как: «фальсификация, спекуляция и ростовщичество».